# Straßensee
Der Straßensee ist ein See im Ortsteil Wangelkow der Gemeinde Buggenhagen im Landkreis Vorpommern-Greifswald. Am Westufer wächst Mischwald. Ein 230 Meter langer Graben verbindet den See mit dem Großen See. Der See hat eine Nord-Süd-Ausdehnung von etwa 470 Metern und eine West-Ost-Ausdehnung von etwa 330 Metern.